# Mike Lindell
Michael James Lindell, född 28 juni 1961 i Mankati i Minnesota i USA, är en amerikansk företagare. Han
grundade kuddföretaget My Pillow 2009 och expanderade verksamheten till omkring 1 500 anställda 2017.

## Promoverande av påstådd verksam substans mot Covid-19
Mike Lindell promoverade från 2020, tillsammans med USA:s dåvarande bostadsminister Ben Carson, oleandrin, en giftig substans som utvinns av oleander, som en verksam kur mot Covid-19. Extraktet marknadsförs i USA, baserat på patent från 2005 och 2010 som kosttillskott – utanför Food and Drug Administrations jurisdiktion – av företaget Phoenix Biotechnology, i vilket Mike Lindell är styrelseledamot.

## Politisk aktivitet
Lindell blev 2014 en aktiv Donald Trump-anhängare och deltog i installationsceremonin 2017. Efter Trumps valförlust i presidentvalet i november 2020 gjorde Lindell sig känd för att propagera för att de röstande i Georgia som hade röstat mot Trump skulle fängslas och att Trump skulle införa undantagstillstånd ("marshal law").
Under den känsliga perioden mellan stormningen av Kapitolium 2021 av Trump-anhängare den 6 januari 2021 och presidentinstallationen den 20 januari 2021, uppvaktade Lindell Trump i Vita huset den 14 januari 2021. Han fotograferades därvid vid Vita huset av en fotograf från Washington Post med dokument under armen, som handlade om införande av undantagstillstånd.

## Privatliv
Mike Lindell var i sitt andra äktenskap gift med Dallas Yocum under två veckors tid 2013. Han har fyra barn från sitt tidigare äktenskap.